# تخم‌گذاری

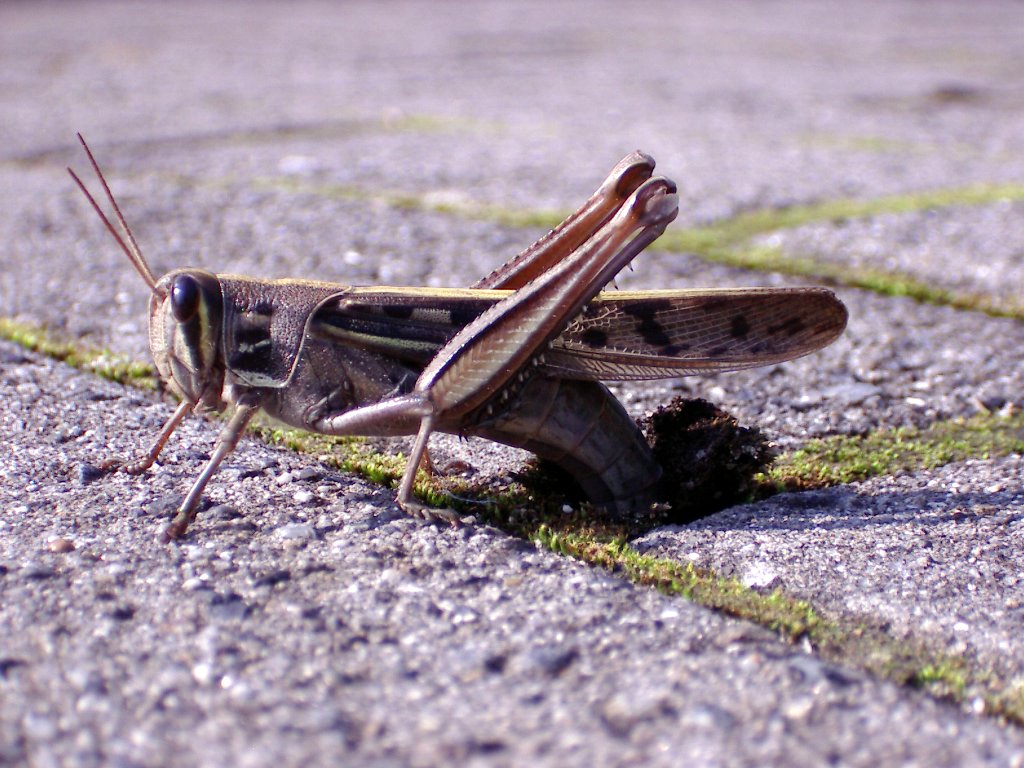
یک ملخ ژاپنی در حال گذاشتن تخم‌های خود در میان یک شکاف.

تخم‌گذاری (به انگلیسی: Ovoparity) روشی در تولید مثل جانوران است که در آن جانور، فرزند خود را توسط گذاشتن تخم به دنیا می‌آورد. در این روش، هیچ رویانی در بدن مادر پدید نمی‌آید، یا آنکه بسیار جزئی شکل می‌گیرد. ماهیان، دوزیستان، خزندگان، همه پرندگان، تعداد اندکی از پستانداران (تک‌سوراخیان)، بیشتر حشره‌ها، بعضی نرم‌تنان، و عنکبوتیان از این روش برای تولید مثل بهره می‌گیرند.
بیشتر حشره‌ها تخم‌گذار هستند. ماده تخم‌های خود را در مکانی امن می‌گذارد و سپس مراقبتی از آن‌ها به عمل نمی‌آید. با این حال، در بعضی گونه‌های حشرات، همچون گوش‌خیزک‌های ماده، مادر در کنار تخم‌های خود می‌ماند و از آن‌ها مراقبت می‌کند تا بچه‌ها سر از تخم در آورند.
نزدیک به ۹۶ درصد همهٔ ماهیان تخم‌گذار هستند و تخم‌هایشان پس از گذاشته شدن، بارور می‌شوند. تخم‌های این گروه از جانوران تنوع بسیار بالایی دارند و چه از دیدگاه ریختی و چه فیزیولوژیکی دارای انواع گوناگون هستند. تخم‌ها به دو صورت شناور در آب یا چسبنده به یک سطح (شناور یا ثابت) گذاشته می‌شوند و ماهی پس از به دنیا آمدن تا مدتی از مواد باقی‌مانده در تخمش بهره می‌گیرد تا پس از آن به خوردن پلانکتون‌ها بپردازد. بعضی از ماهیان تعداد بسیار زیادی تخم می‌گذارند تا در نهایت شانس زنده ماندن تعداد اندکی از آن‌ها وجود داشته باشد. برای نمونه، خورشید ماهی اقیانوسی (Mola mola) در هر بار بیش از ۳۰۰ میلیون تخم می‌گذارد.